# Tout le monde déteste Chris
Tout le monde déteste Chris (Everybody Hates Chris) est une série télévisée américaine en 88 épisodes de 22 minutes créée par Ali LeRoi et Chris Rock, diffusée entre le 22 septembre 2005 et le 11 mai 2006 sur le réseau UPN puis entre le 1er octobre 2006 et le 8 mai 2009 sur le réseau The CW, et en simultané sur Citytv au Canada.
En France, la série est diffusée entre le 25 juin 2007 et le 30 décembre 2009 sur M6, rediffusée à partir du 1er décembre 2008 sur Paris Première, dès le 12 janvier 2012 sur W9, depuis le 4 janvier 2016 sur BET France et à partir du 1er janvier 2019 sur Comedy Central. En Belgique sur La Une et La Deux, en Côte d'Ivoire sur La Première et Fréquence deux.

## Synopsis
Cette série autobiographique raconte la jeunesse de Chris Rock, un jeune afro-américain qui au lieu d'aller fréquenter le collège de ses amis noirs du quartier, se retrouve dans un collège de blancs. Malgré les conflits qui existent avec nombre d'élèves de son collège (notamment Caruso), Chris prend confiance en lui et finit tout de même par se faire un ami. Il s'agit de Greg Wulliger, un surdoué souvent la cible des brutes du collège.
En plus de sa vie difficile au collège, sa famille ne lui facilite pas trop la tâche. Il y a tout d'abord sa mère Rochelle accro aux tortues en chocolat, stricte mais aimante avec un très fort caractère. Sa phrase favorite "Mon mari a deux emplois !". Vient ensuite son père Julius qui, véritable Picsou, connaît le prix de tous les produits qui existent. Chris a également un frère Drew, qui malgré lui, plaît beaucoup à la gent féminine de tout âge. Enfin, il y a Tonya, sa sœur ennemie et experte dans l'art de faire du chantage. La vie de Chris n'est pas de tout repos.

## Fiche technique
- Titre original : Everybody Hates Chris
- Titre français : Tout le monde déteste Chris
- Création : Ali LeRoi (en) et Chris Rock
- Musique : Marcus Miller
- Pays de production :  États-Unis
- Langue originale : anglais
- Nombre d'épisodes : 88 (4 saisons)
- Durée : 22 min.
- Dates de première diffusion :
  - États-Unis : 22 septembre 2005
  - France : 25 juin 2007

## Distribution

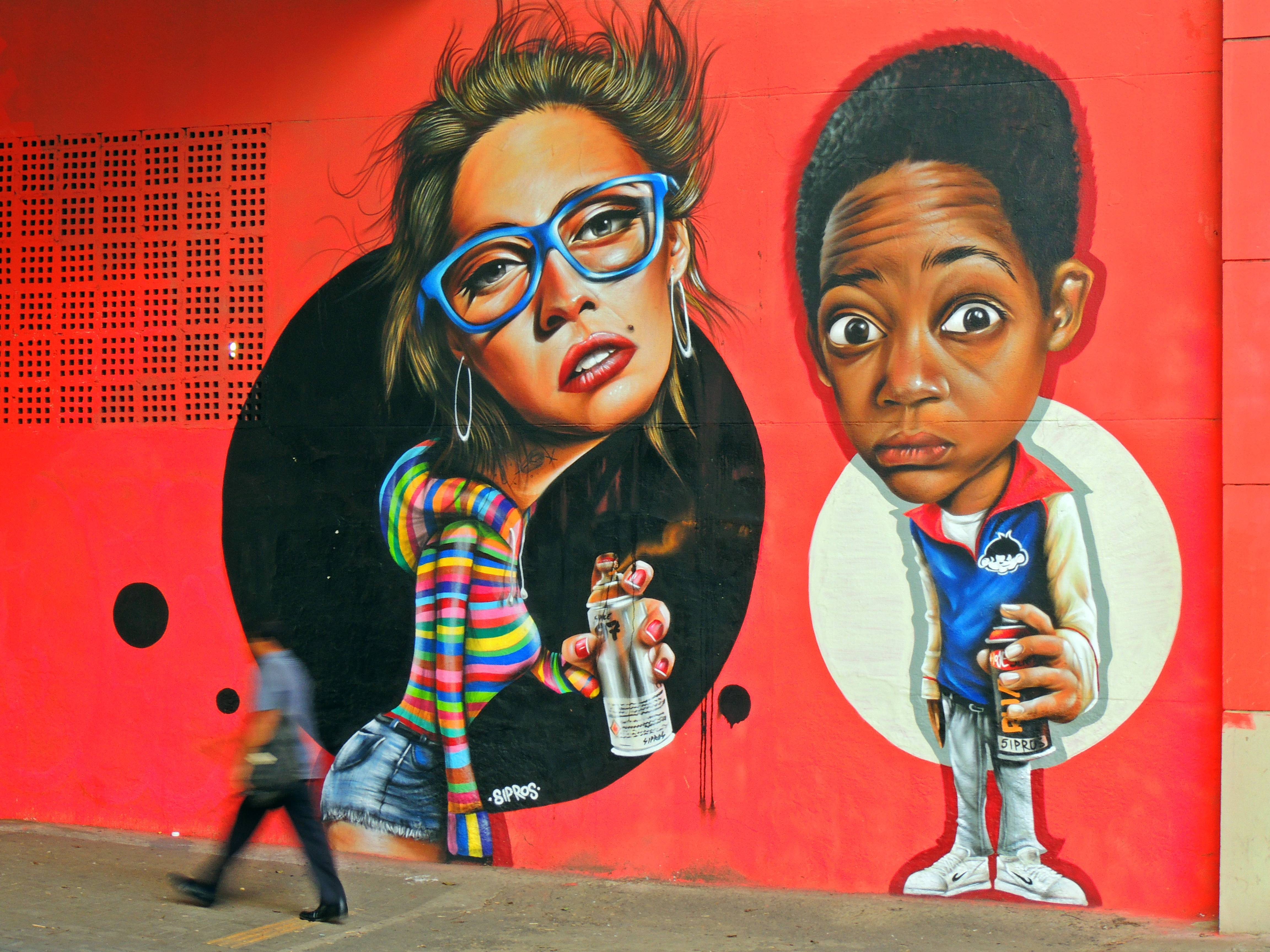
Peinture murale représentant Tyler James Williams à São Paulo.

### Personnages principaux
- Tyler James Williams (VF : Pierre Casanova) : Christopher « Chris » Rock
- Terry Crews (VF : Gilles Morvan) : Julius Rock
- Tichina Arnold (VF : Annie Milon) : Rochelle Rock
- Tequan Richmond (VF : Maxime Baudoin) : Drew Rock
- Imani Hakim (VF : Anouck Hautbois) : Tonya Rock
- Vincent Martella (VF : Rémi Pinault) : Gregory « Greg » Wuliger
- Chris Rock (VF : Lucien Jean-Baptiste) : le narrateur (voix)

### Personnages secondaires
- Travis T. Flory (en) (VF : Hervé Grull) : Joey Caruso, le pire ennemi de Chris
- Jacqueline Mazarella (en) (VF : Dominique Westberg) : Mlle Vivan Morello, la professeure principale de Chris puis la proviseure du lycée
- Kevontay Jackson (VF : Mohad Sanou) : Jérôme
- Ernest Lee Thomas (en) (VF : Christian Visine) : M. Omar, le locataire du haut
- Jeris Lee Poindexter (en) (VF : Loïc Houdré) : Edgar « Kill Moves » Devereaux
- Mike Estime (en) (VF : Fabien Jacquelin) : Richard « Risky »
- Antonio Fargas (VF : Pascal Massix puis Jean-Pierre Leclerc) : M. « Doc » Harris
- Jackée Harry (VF : Fatiha Chriette) : Vanessa
- Tasia Sherel (en) (VF : Laure Sabardin) : Pam
- Lynda Scarlino (VF : Marie-Martine) : Mme Milone (saisons 1 et 2)
- Keesha Sharp (VF : Maïté Monceau) : Sheila Ridenhour, la mère de Keisha et amie de Rochelle (saison 1)
- Ariel Alexandria Davis (en) (VF : Joséphine Ropion) : Keisha Ridenhour (saisons 1 et 2)
- Jazz Raycole (VF : Adeline Chetail) : Lisa Patterson (saisons 1 à 3)
- Jude Ciccolella (VF : Patrick Larzille) : Julius Raymond, le principal du collège (saison 1)
- Paige Hurd (VF : Mathilde Garcia) : Tasha, la fille dont Chris est amoureux (saisons 2 à 4)
- Todd Bridges (VF : Mustapha Abourachid) : Monk, le neveu de Doc[6] (saisons 2 à 4)
- J.B. Smoove (VF : Pascal Vilmen) : Manny (saison 3)
- Tony Rock (en) (VF : Alain Azerot) : Ryan Rock (saisons 3 et 4)
- Paul Ben-Victor (VF : Patrice Dozier) : Coach Thurman (saison 4)
- Tisha Campbell-Martin (VF : Ninou Fratellini) : Peaches, la mère de Tasha (saison 4)

### Invités
- Whoopi Goldberg (VF : Maïk Darah) : Louise Clarkson[7] (saison 2, épisodes 1 et 4)
- Jason Alexander (VF : Philippe Ogouz) : le proviseur Edwards (saison 2, épisodes 6 et 13)
- Wayne Brady : Louis (saison 2, épisode 8 et saison 3 épisode 11)
- Orlando Jones (VF : Christophe Lemoine) : M. Newton, le remplaçant de Mlle Morello[6] (saison 2, épisode 14) / Clint Huckstable, le père de la petite amie de Chris[Note 1] (saison 3, épisode 3)
- Chris Zylka : un joueur de foot (saison 4, épisodes 1, 8 et 9)
- Tia Texada : Mme Rivera (saison 4, épisode 4)
- Ricky Harris (en) : Malvo (VF :  Stéphane Ronchewski)(Récurrent : saison 2 et 4. Guest : saison 3)

- Version française
  - Société de doublage : Libra Films
  - Direction artistique : Catherine Le Lann
  - Adaptation des dialogues : Amélie Morin

 Source et légende : version française (VF) sur RS Doublage et sur Doublage Séries Database 

## Production
En mars 2004, le Untitled Chris Rock Project a initialement été proposée au réseau Fox, qui n'a pas donné suite. Un an plus tard en mars 2005, UPN commande un pilote au projet sous son titre actuel, qui est une référence à la sitcom Tout le monde aime Raymond (Everybody Loves Raymond). Satisfaits du pilote, UPN commande la série en mai 2005 lors des Upfronts.
Après de très bonnes audiences au cours des deux premiers épisodes, UPN commande une saison complète, soit 22 épisodes.
En janvier 2006, les réseaux UPN et The WB ont fusionné pour donner naissance au réseau The CW. La série, réalisant de très bonnes audiences, a été renouvelée pour faire partie de sa programmation à l'automne.
La série est l'une des seules à avoir échappé à Grève de la Writers Guild of America de 2007 qui a eu lieu lors du tournage de la troisième saison (2007-2008).
Le 19 mai 2009, la série est annulée.

## Épisodes

### Première saison (2005-2006)
1. Tout le monde déteste la rentrée (Everybody Hates the Pilot)
2. Tout le monde déteste Keisha (Everybody Hates Keisha)
3. Tout le monde déteste le basket (Everybody Hates Basketball)
4. Tout le monde déteste les saucisses (Everybody Hates Sausage)
5. Tout le monde déteste la bicyclette (Everybody Hates Fat Mike)
6. Tout le monde déteste Halloween (Everybody Hates Halloween)
7. Tout le monde déteste la babysitter (Everybody Hates the Babysitter)
8. Tout le monde déteste la laverie (Everybody Hates the Laundromat)
9. Tout le monde déteste la snob du ghetto (Everybody Hates Food Stamps)
10. Tout le monde déteste les jeux vidéo (Everybody Hates Greg)
11. Tout le monde déteste Noël (Everybody Hates Christmas)
12. Tout le monde déteste les blousons de cuir (Everybody Hates A Part-Time Job)
13. Tout le monde déteste les photos de classe (Everybody Hates Picture Day)
14. Tout le monde déteste la St-Valentin (Everybody Hates Valentine's Day)
15. Tout le monde déteste la loterie (Everybody Hates the Lottery)
16. Tout le monde déteste les bulletins scolaires (Everybody Hates the Gout)
17. Tout le monde déteste les funérailles (Everybody Hates Funerals)
18. Tout le monde déteste le collège (Everybody Hates Corleone)
19. Tout le monde déteste le karaté (Everybody Hates Drew)
20. Tout le monde déteste les magazines (Everybody Hates Playboy)
21. Tout le monde déteste la varicelle (Everybody Hates Jail)
22. Tout le monde déteste la fête des pères (Everybody Hates Father's Day)

### Deuxième saison (2006-2007)
Elle a été diffusée à partir du 1er octobre 2006 sur The CW.
1. Tout le monde déteste les filles (Everybody Hates Rejection)
2. Tout le monde déteste les élections (Everybody Hates Class President)
3. Tout le monde déteste les discours (Everybody Hates Elections)
4. Tout le monde déteste le bluff (Everybody Hates the Dogs)
5. Tout le monde déteste les braqueurs (Everybody Hates Malvo)
6. Tout le monde déteste les potes (Everybody Hates the Buddy System)
7. Tout le monde déteste les promesses (Everybody Hates Promises)
8. Tout le monde déteste Thanksgiving (Everybody Hates Thanksgiving)
9. Tout le monde déteste les chaussettes (Everybody Hates Superstition)
10. Tout le monde déteste la grippe (Everybody Hates Kris)
11. Tout le monde déteste les œufs (Everybody Hates Eggs)
12. Tout le monde déteste la discipline (Everybody Hates The Substitute)
13. Tout le monde déteste la neige (Everybody Hates Snow Day)
14. Tout le monde déteste les remplaçants (Everybody Hates Hall Monitors)
15. Tout le monde déteste l’école buissonnière (Everybody Hates Cutting School)
16. Tout le monde déteste les chaînes en or (Everybody Hates Chain Snatching)
17. Tout le monde déteste les platines (Everybody Hates DJs)
18. Tout le monde déteste le Baseball (Everybody Hates Baseball)
19. Tout le monde déteste les paris (Everybody Hates Gambling)
20. Tout le monde déteste les histoires cochonnes (Everybody Hates Dirty Jokes)
21. Tout le monde déteste les maths (Everybody Hates Math)
22. Tout le monde déteste la vengeance (Everybody Hates the Last Day)

### Troisième saison (2007-2008)
Le 19 janvier 2007, la série est renouvelée pour une troisième saison, diffusée à partir du 1er octobre 2007 sur The CW.
1. Tout le monde déteste les conseillers d'orientation (Everybody Hates the Guidance Counselor)
2. Tout le monde déteste la zizanie (Everybody Hates Caruso)
3. Tout le monde déteste la frime (Everybody Hates Driving)
4. Tout le monde déteste Noiraud (Everybody Hates Blackie)
5. Tout le monde déteste l'indépendance (Everybody Hates Bed-Stuy)
6. Tout le monde déteste les échecs (Everybody Hates the Bachelor Pad)
7. Tout le monde déteste les invités (Everybody Hates Houseguests)
8. Tout le monde déteste le patronat (Everybody Hates Minimum Wage)
9. Tout le monde déteste le nouveau (Everybody Hates the New Kid)
10. Tout le monde déteste Kwanzaa (Everybody Hates Kwanza)
11. Tout le monde déteste le bonneteau (Everybody Hates the Port Authority)
12. Tout le monde déteste les mauvais garçons (Everybody Hates Bad Boys)
13. Tout le monde déteste le premier baiser (Everybody Hates The First Kiss)
14. Tout le monde déteste Pâques (Everybody Hates Easter)
15. Tout le monde déteste Wayne Gretzky (Everybody Hates Gretzky)
16. Tout le monde déteste les pompes funèbres (Everybody Hates The BFD)
17. Tout le monde déteste les ex-taulards (Everybody Hates Ex-Cons)
18. Tout le monde déteste le recyclage (Everybody Hates Earth Day)
19. Tout le monde déteste être cool (Everybody Hates Being Cool)
20. Tout le monde déteste le bal de fin d'année (Everybody Hates The Ninth-Grade Dance)
21. Tout le monde déteste la fête des mères (Everybody Hates Mother's Day)
22. Tout le monde déteste les diplômes (Everybody Hates Graduation)

### Quatrième saison (2008-2009)
Le 3 mars 2008, la série est renouvelée pour une quatrième saison, diffusée à partir du 3 octobre 2008 sur The CW.
1. Tout le monde déteste les changements de cap (Everybody Hates Tattaglia)
2. Tout le monde déteste les gâteaux (Everybody Hates Cake)
3. Tout le monde déteste Greg (Everybody Hates Homecoming)
4. Tout le monde déteste l'homme invisible (Everybody Hates the English Teacher)
5. Tout le monde déteste les bonnes poires (Everybody Hates My Man)
6. Tout le monde déteste les soutiens-gorges (Everybody Hates Doc's)
7. Tout le monde déteste les mouchards (Everybody Hates Snitches)
8. Tout le monde déteste la grande pintade (Everybody Hates Big Bird)
9. Tout le monde déteste Oprah Winfrey (Everybody Hates James)
10. Tout le monde déteste le réveillon (Everybody Hates New Year's Eve)
11. Tout le monde déteste rendre service (Everybody Hates Mr. Levine)
12. Tout le monde déteste les honneurs (Everybody Hates Varsity Jackets)
13. Tout le monde déteste les Fat Boyz (Everybody Hates Fake IDs)
14. Tout le monde déteste le décathlon de l'esprit (Everybody Hates PSAT's)
15. Tout le monde déteste les coups (Everybody Hates Boxing)
16. Tout le monde déteste les lasagnes (Everybody Hates Lasagna)
17. Tout le monde déteste les faux témoignages (Everybody Hates Spring Break)
18. Tout le monde déteste sa première voiture (Everybody Hates the Car)
19. Tout le monde déteste l'insolence (Everybody Hates Back Talk)
20. Tout le monde déteste la logique féminine (Everybody Hates Tasha)
21. Tout le monde déteste les envoûtements (Everybody Hates Bomb Threats)
22. Tout le monde déteste les billets de retard (Everybody Hates the G.E.D.)

## Commentaires
- À un moment dans la série, Greg rentre à la Bronx academy et arbore une tenue gangsta, c'est une référence au personnage d'Omar Little, un braqueur de trafiquants de drogues dans la série Sur écoute (The Wire).
- Cette série est une description de la vie des Afro-Américains dans les années 1980 avec une reconstitution de Bedford Stuyvesant un quartier dans l'arrondissement de Brooklyn. Outre le collège et le lycée, d'autres parties de New York servent de décor comme Times Square lors du réveillon de la Saint-Sylvestre (saison 4). Les références à cette époque sont nombreuses : Chris est fan de Prince, de Michael Jackson, de Run DMC ou encore de The Fat Boys, sa sœur adore le chanteur Billy Ocean tandis que le père ne rate pas un épisode du soap-opéra Les Feux de l'amour et que la mère se rend à un concert de Patti Labelle et découvre à la télévision Oprah Winfrey. Chris lit en cachette Playboy.
- Dans la vraie vie le frère de Chris Rock ne s'appellerait pas Drew mais Tony (que l'on voit dans l'épisode 13 de la saison 4, sous le personnage de l'oncle Ryan). Seul son père aurait le même prénom dans la vie que dans la série.
- Chris Rock apparait dans l'épisode 1 de la saison 3 (Tout le monde déteste les conseillers d'orientation) et il y joue M. Abbott, le conseiller d'orientation.
- Chris a pour groupe préféré Run–DMC. Dans le 1er épisode de la première saison, à 12 secondes, on peut voir Chris habillé comme Darryl McDaniels puis vers 2 min 10 s, la musique de fond est It's Like That. Dans l’épisode 13, saison 2, il imite ses idoles sur « Rock Box » et il a un poster de ces derniers accroché dans sa chambre. Dans l'épisode 16 de la saison 3, intitulé Tout le monde déteste les pompes funèbres, il a des billets pour aller voir Run-DMC en concert, ce qui constitue au passage la trame principale de l'épisode. Chris déclare dans l'épisode 8 de la saison 4 avoir pour groupe préféré Run-DMC. Dans l'épisode 13 de la saison 4, il se fait une fausse carte d'identité où il est écrit J. Simmons, en hommage à Rev Run. Enfin, dans épisode 21, saison 4, l'avant dernier de la série, c'est le tube You Talk Too Much (en) qui passe. Ces éléments peuvent nous faire supposer que Chris Rock, le créateur de la série, avait dans sa jeunesse Run-DMC pour groupe préféré.
- Elle contient parfois quelques anachronismes. Par exemple, dans l'épisode 12 de la première saison, un passant dans la rue se permet de chanter "Shout" de Tears for Fears, sorti en 1984, alors que cet épisode se situe à la fin de l'année 1982.

## Fin de la série
À la fin de la saison 4, Chris accumule trop d'arrivées tardives au lycée ce qui contraint la proviseure à le faire redoubler sa seconde. Chris refuse et décide d'abandonner ses études en passant un examen d'équivalence.
La dernière scène de la quatrième saison (la scène du restaurant) est une parodie de la fin des Soprano. Les membres de la famille de Chris arrivent un à un dans un restaurant (sur la chanson Livin' on a Prayer de Bon Jovi tandis que dans Les Soprano le titre était Don't Stop Believin' de Journey). Un client à l'allure suspecte au bar regarde dans la direction de Chris puis se rend aux toilettes, comme dans le final des Soprano. Dans les dernières secondes, Julius arrive avec les résultats de l'examen de Chris et au moment où Rochelle ouvre l'enveloppe, après un gros plan sur Chris, l'écran devient noir puis le générique suit.
À noter que :
- Dans la vraie vie, Chris Rock a bel et bien eu son examen.
- On peut penser que le chiffre « 735 » que l'on aperçoit dans la scène finale, lors du zoom de l'arrière du camion de Julius, pourrait être la note de l'examen de Chris, qui a donc bel et bien obtenu son équivalence.
- À la fin de l'épisode, on n'entend pas le passage musical Everybody Hates Chris (ce passage qui a lieu à chaque fin d'épisode quand Chris est déçu), mais qu'à la place, il y a le début de Livin on a Prayer We gotta hold on to what we got, ce qui veut dire « On doit s'en tenir à ce que nous avons ». Cela conforte dans l'idée que Chris a bien obtenu son diplôme et qu'il devra se débrouiller avec.